# Jake Bischoff
Jacob Michael Bischoff (né le 25 juillet 1994 à Cambridge, dans l'État du Minnesota aux États-Unis) est un joueur professionnel américain de hockey sur glace. 

## Biographie

### Carrière en club
Il est repêché en 7e ronde, 185e au total, par les Islanders de New York au repêchage d'entrée dans la LNH 2012. Après sa 4e saison avec les Golden Gophers du Minnesota dans la B1G, il signe son contrat d'entrée de 2 ans avec les Islanders, le 29 mars 2017. Il est aussitôt assigné aux Sound Tigers de Bridgeport dans la LAH pour la fin de la saison 2016-2017.
Le 21 juin 2017, il est échangé aux Golden Knights de Vegas avec Mikhaïl Grabovski, un choix de 1ère ronde en 2017 et un choix de 2e tour en 2019 en retour de considérations liées au Repêchage d'expansion de la LNH 2017. Il rejoint l'équipe pour la saison inaugurale, mais est plutôt cédé aux Wolves de Chicago avec qui il dispute sa première saison chez les professionnels en 2017-2018. 
Le 16 juillet 2019, il signe un nouveau contrat de 3 ans avec Vegas en tant que joueur autonome avec restriction. 
Il rate toute la saison 2021-2022 en raison d'une blessure au bas du corps, mais décide de rester dans l'organisation des Golden Knights en acceptant un contrat de 1 an à un seul volet dans la LAH avec les Silver Knights de Henderson, le 14 juillet 2022.

## Statistiques

### En club
| Saison     | Équipe                      | Ligue      |    | Saison régulière | Saison régulière | Saison régulière | Saison régulière | Saison régulière |   | Séries éliminatoires | Séries éliminatoires | Séries éliminatoires | Séries éliminatoires | Séries éliminatoires |
| Saison     | Équipe                      | Ligue      | PJ | B                | A                | Pts              | Pun              | PJ               | B | A                    | Pts                  | Pun                  |                      |                      |
| 2010-2011  | Grand Rapids High           | USHS       | 27 | 5                | 24               | 29               | 14               | 3                | 0 | 6                    | 6                    | 2                    |                      |                      |
| 2011-2012  | Grand Rapids High           | USHS       | 25 | 11               | 29               | 40               | 17               | 1                | 0 | 2                    | 2                    | 0                    |                      |                      |
| 2011-2012  | Lancers d'Omaha             | USHL       | 10 | 0                | 1                | 1                | 2                | -                | - | -                    | -                    | -                    |                      |                      |
| 2012-2013  | Grand Rapids High           | USHS       | 16 | 7                | 11               | 18               | 4                | 3                | 1 | 6                    | 7                    | 4                    |                      |                      |
| 2012-2013  | Lancers d'Omaha             | USHL       | 12 | 0                | 2                | 2                | 0                | -                | - | -                    | -                    | -                    |                      |                      |
| 2013-2014  | Golden Gophers du Minnesota | B1G        | 28 | 3                | 4                | 7                | 8                | -                | - | -                    | -                    | -                    |                      |                      |
| 2014-2015  | Golden Gophers du Minnesota | B1G        | 36 | 3                | 8                | 11               | 0                | -                | - | -                    | -                    | -                    |                      |                      |
| 2015-2016  | Golden Gophers du Minnesota | B1G        | 37 | 6                | 12               | 18               | 14               | -                | - | -                    | -                    | -                    |                      |                      |
| 2016-2017  | Golden Gophers du Minnesota | B1G        | 38 | 5                | 27               | 32               | 16               | -                | - | -                    | -                    | -                    |                      |                      |
| 2016-2017  | Sound Tigers de Bridgeport  | LAH        | 6  | 2                | 1                | 3                | 2                | -                | - | -                    | -                    | -                    |                      |                      |
| 2017-2018  | Wolves de Chicago           | LAH        | 69 | 7                | 16               | 23               | 34               | 3                | 0 | 0                    | 0                    | 0                    |                      |                      |
| 2018-2019  | Wolves de Chicago           | LAH        | 60 | 2                | 11               | 13               | 20               | 22               | 0 | 5                    | 5                    | 2                    |                      |                      |
| 2019-2020  | Wolves de Chicago           | LAH        | 52 | 3                | 6                | 9                | 24               | -                | - | -                    | -                    | -                    |                      |                      |
| 2019-2020  | Golden Knights de Vegas     | LNH        | 4  | 0                | 0                | 0                | 4                | -                | - | -                    | -                    | -                    |                      |                      |
| 2020-2021  | Silver Knights de Henderson | LAH        | 7  | 1                | 1                | 2                | 2                | -                | - | -                    | -                    | -                    |                      |                      |
| 2022-2023  | Silver Knights de Henderson | LAH        | 56 | 5                | 11               | 16               | 22               | -                | - | -                    | -                    | -                    |                      |                      |
| 2023-2024  | Silver Knights de Henderson | LAH        | 58 | 4                | 19               | 23               | 41               | -                | - | -                    | -                    | -                    |                      |                      |
| 2024-2025  | Silver Knights de Henderson | LAH        | 59 | 3                | 18               | 21               | 26               | -                | - | -                    | -                    | -                    |                      |                      |
| Totaux LNH | Totaux LNH                  | Totaux LNH | 4  | 0                | 0                | 0                | 4                | -                | - | -                    | -                    | -                    |                      |                      |

## Trophées et honneurs personnels

### B1G
- 2015-2016 : nommé dans l'équipe d'étoiles des mentions honorables.
  - récipiendaire du Prix du joueur avec le meilleur esprit sportif.
- 2016-2017 : nommé dans la première équipe d'étoiles.
  - joueur défensif de l'année.